# 国立病院機構東京病院
独立行政法人国立病院機構東京病院（どくりつぎょうせいほうじんこくりつびょういんきこうとうきょうびょういん）は東京都清瀬市にある医療機関。独立行政法人国立病院機構が運営する病院である。旧国立療養所東京病院。政策医療分野における呼吸器疾患の基幹医療施設、肝疾患の専門医療施設である。北多摩北部の5市で構成される北多摩北部保健医療圏の災害拠点病院の一でもある。
設立当初は結核療養を目的とし、通称「清瀬の療養所」と呼ばれていたが、現在では結核以外の診療が中心になっている。また、周辺には救世軍清瀬病院など、複数の医療機関が存在する。
附属看護学校は2001年4月1日に、附属リハビリテーション学院は2008年3月に閉校した。

## 沿革
- 1931年10月20日 ： 東京府立清瀬病院設置
- 1939年11月08日 ： 傷病軍人東京療養所設置
- 1943年04月01日 ： 東京府立清瀬病院を日本医療団に移管
- 1945年12月01日 ： 傷病軍人東京療養所を厚生省に移管し、国立東京療養所と改称
- 1947年04月01日 ： 清瀬病院を厚生省に移管し、国立療養所清瀬病院と改称
- 1962年01月04日 ： 国立東京療養所と国立療養所清瀬病院を統合し、国立療養所東京病院となる。
- 2004年04月01日 ： 独立行政法人国立病院機構に移管。
- 2016年02月16日 ： 地域医療支援病院の指定を受ける。

## 診療科
- 呼吸器センター
  - 呼吸器内科
  - 呼吸器外科
- 肺循環・喀血センター
- 耳鼻科
- リウマチ科
- 消化器センター
  - 消化器内科
  - 消化器外科

- リハビリテーション科

- 脳神経内科

- 循環器内科

- 整形外科
- 眼科
- 泌尿器科
- 耳鼻咽喉科
- 緩和ケア内科
- 感染症内科
- 麻酔科
- 放射線診療センター
  - 放射線科

## 交通アクセス
- 西武池袋線清瀬駅南口より西武バス久米川駅行・所沢駅東口行で「東京病院北」下車、もしくは下里団地行・滝山営業所行・花小金井駅行で「東京病院玄関前」下車
- 西武新宿線久米川駅南口より西武バス清瀬駅南口行「東京病院北」下車
- 外来玄関前に東都自動車交通清瀬営業所の専用タクシー乗り場あり